# Oleylalkohol
Oleylalkohol eller oktadecenol är en reduktionsprodukt från oljesyra med den kemiska formeln CH3 (CH2)7 CH = CH- (CH2)8 OH.

## Egenskaper
Oleylalkohol är en ickejonisk, omättad fettalkohol. Den förekommer som en färglös vätska och kan utvinnas ur fett från nötkött. Den förekommer även i fiskolja.

## Användning
Oleylalkohol har användningsområden som en icke-jonisk tensid, emulgeringsmedel, mjukgörare och förtjockningsmedel i hudkrämer, lotion och många andra kosmetiska produkter. Den används även som mjukgörare för uppmjukning i tyger och tensider och som hårbeläggning i schampon och hårbalsam, samt som bärare för läkemedel.